# 魔趣
魔趣开源项目，前身为魔趣OS，是基于CAF二次开发的一个Android分支版本，是完全开源的Android第三方操作系统。
魔趣的所有功能完全遵循Material Design，是一款类原生Android操作系统。

## 项目历史
- 魔趣论坛前身为ITFunz摩托罗拉手机论坛，由MartinCZ（马丁龙猪）在2009年7月17日发起并建立。
- 2011年5月25日，因论坛备案所在地发生政治性事件，ITFunz论坛被强制关闭，域名无法访问。于是ITFunz论坛改名魔趣论坛。[2]由于域名变更，导致网站损失大量用户，魔趣论坛被迫转型。马丁龙猪于2011年6月30日成立魔趣科技（上海）有限公司，并担任董事长兼CEO，开始开发魔趣OS。论坛仍保持非商业化民间运作，不属于公司体系。
- 2012年11月7日，由于行业竞争激烈和资金链断裂，魔趣科技宣布解体，魔趣OS停止更新。[3]
- 2012年12月12日，由于马丁龙猪不愿放弃，魔趣论坛发起全新的魔趣开源计划。
- 2014年2月6日，魔趣开源计划海外用户增长速度首度超过国内用户。
- 2015年2月8日，魔趣启动“雅典娜计划”，试图将魔趣改造成智慧型的 ROM，但此项目后来被搁置。
- 2015年，魔趣的下载服务器从美国搬迁至日本[來源請求]。
- 2017年9月，魔趣开源项目启用新论坛[4]，随后旧论坛被 301 强制跳转到新论坛。
- 2023年1月7日，马丁龙猪宣告魔趣项目关停，论坛和下载中心瞬间不可访问，仅剩项目主页可访问。[5]目前负责人马丁龙猪已经将所有的魔趣历史 ROM 上传到了 SourceForge[6][7]

## 系统功能
魔趣ROM是使用AOSP和CAF源码二次开发的第三方ROM，它是一个Android分支版本。魔趣拥有原生Android所拥有的所有功能，同时所有新增特性都完全遵循质感设计设计规范，也不乏许多本地化功能。

## 版本历史
| 魔趣版本 | 发布日期       | 对应Android版本              |
| -------- | -------------- | ---------------------------- |
| MK43.x   | 2013年9月6日   | Android 4.3.x (Jelly Bean)   |
| MK44.x   | 2013年11月9日  | Android 4.4.x (KitKat)       |
| MK50.x   | 2014年11月20日 | Android 5.0.x (Lolipop)      |
| MK51.x   | 2015年4月17日  | Android 5.1.x (Lollipop MR1) |
| MK60.x   | 2015年12月13日 | Android 6.0.x (Marshmallow)  |
| MK71.x   | 2016年11月22日 | Android 7.1.x (Nougat)       |
| MK81.0   | 2018年2月26日  | Android 8.1.0 (Oreo)         |
| MK90.0   | 2019年1月4日   | Android 9 (Pie)              |
| MK100.0  | 2019年11月29日 | Android 10 (Q)               |

## 支持的机型
目前，魔趣支持200款机型，目前对小米、三星、谷歌、一加、锤子、魅族的机型支持较好。